# Dmytro Kiwa

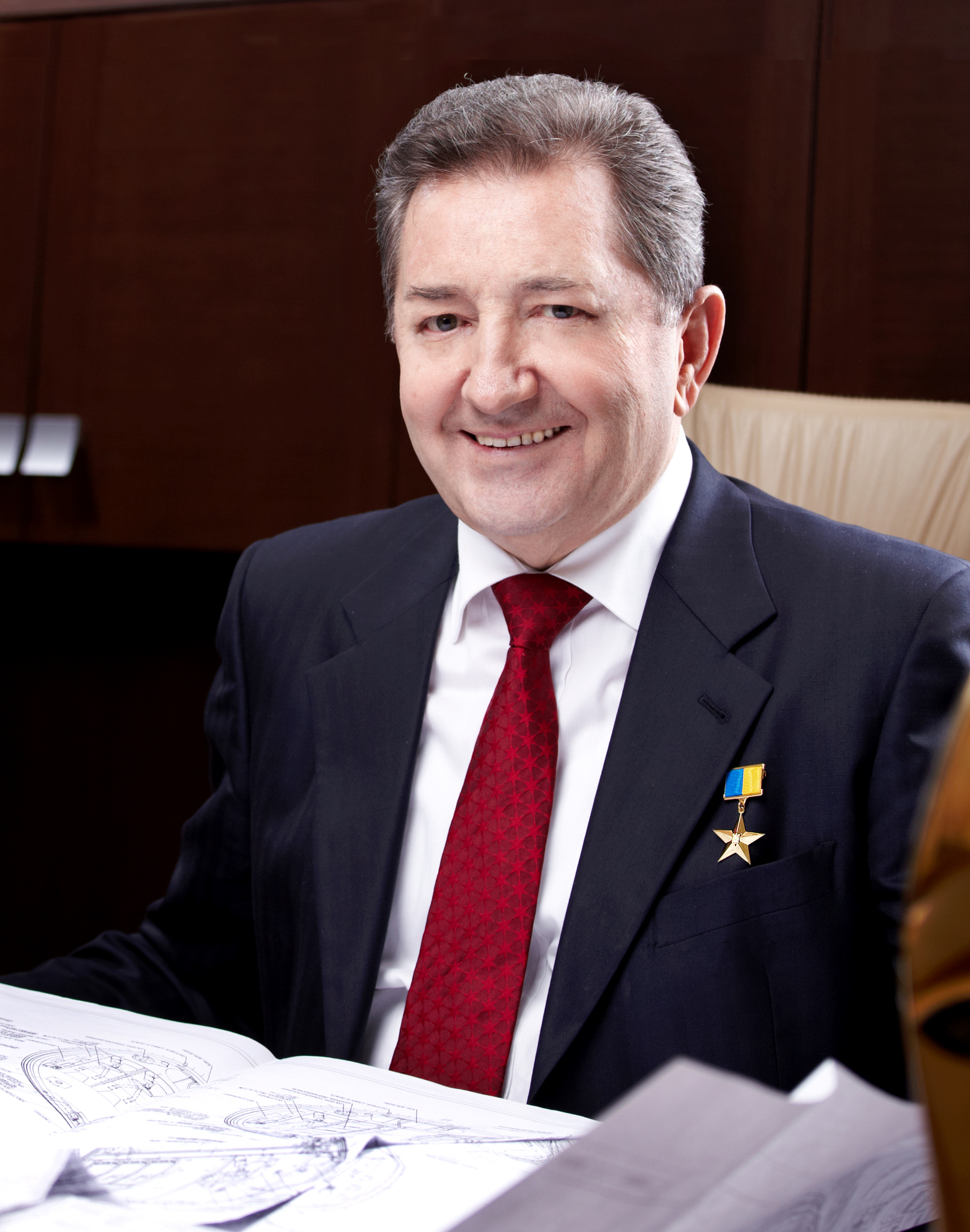
Dmytro Kiwa, 2009

Dmytro Semenowytsch Kiwa (ukrainisch Дмитро Семенович Ківа; russisch Дмитрий Семёнович Кива / Dmitri Semjonowitsch Kiwa; * 8. Oktober 1942 in Kasan, Tatarische ASSR, Russische SFSR, Sowjetunion; † 24. Juli 2024) war ein sowjetischer und ukrainischer Wissenschaftler und Flugzeugkonstrukteur des ukrainischen Staatsunternehmens Antonow.
Kiwa war Doktor der Ingenieurwissenschaften, Professor an der Nationalen Technischen Universität der Ukraine „KPI“ und ab 2006 Akademiemitglied der Nationalen Akademie der Wissenschaften der Ukraine sowie Mitglied der Akademie der Technischen Wissenschaften.

## Leben
Kiwa wurde während der kriegsbedingten Evakuierung der Familie in Kasan geboren. Sein Vater fiel 1945 bei der Befreiung von Częstochowa (Polen). 
Er machte 1959 in Charkiw das Abitur und studierte bis 1965 am Luftfahrtinstitut Charkow, der heutigen Nationalen Mykola-Schukowskyj-Universität für Luft- und Raumfahrt. Ab September 1964 arbeitete er beim Wissenschaftlich-Technischen Komplex für Luftfahrt O. K. Antonow in Kiew. 1979 wurde er zum stellvertretenden Chefkonstrukteur und 1987 zum Chefkonstrukteur befördert. Im Jahr 2010 wurde er nach der Reorganisation des Unternehmens Präsident-Generaldesigner von Antonow.
Kiwa forschte nach Methoden, die Steifigkeit der Metallstrukturen durch die Stärkung der Kohlenstofffaser zu erhöhen, sowie nach den Eigenschaften von Verbundwerkstoffen auf Basis von Kohlenstofffasern.
Er war Autor von mehr als 100 wissenschaftlichen Veröffentlichungen und Inhaber von 13 Patenten in der Entwicklung von Passagier-, Fracht- und Mehrzweckfrachtflugzeugen und war persönlich an der Planung und dem Bau folgender Flugzeuge beteiligt: An-3, An-28, An-38, An-32, An-74 und deren Modifikationen, An-70, An-124 Ruslan, An-225 Mrija und deren Modifikationen, An-140, An-148 und An-158.

## Ehrungen
- Verdienter Wissenschaftler der Ukraine[4]
- 1994 Staatspreis der Ukraine für Wissenschaft und Technologie[4]
- 1998 Verdienstorden der Ukraine III. Klasse[4]
- 2001 Verdienstorden der Ukraine II. Klasse[4]
- 2004 Verdienstorden der Ukraine I. Klasse[4]
- 2009 Orden des Fürsten Jaroslaw des Weisen 5. Klasse[6]
- 2009 Held der Ukraine[4]
- 2012 Ehrenbürger der Stadt Kiew[3]